# Dogs (Pink Floyd)
Dogs è un brano musicale del gruppo rock britannico Pink Floyd contenuto nell'album Animals del 1977. Scritto e composto da Roger Waters e da David Gilmour, dura 17 minuti ed è la traccia più lunga dell'album e una delle più lunghe del gruppo.

## Storia
Il brano risale ad alcuni anni prima della sua pubblicazione sull'album Animals ed era noto con un diverso titolo, Gotta Be Crazy, con il quale venne eseguito dal gruppo dal vivo durante il tour invernale del 1974 assieme a un altro brano che poi verrà pubblicato sempre sullo stesso album, Sheep, anch'esso noto con un diverso titolo. Entrambi vennero registrati in studio nel 1975 e avrebbero dovuto essere inseriti nell'album Wish You Were Here ma Waters non ne era sufficientemente convinto e preferì concentrarsi su Shine On You Crazy Diamond e, nonostante la contrarietà di Gilmour, decise di non inserirli nell'album.
Non compare in nessun altro album antologico del gruppo; avrebbe dovuto essere inserita nella raccolta Echoes: The Best of Pink Floyd ma fu scartata.
Nel 2018 è stata realizzata una nuova versione del brano, all'interno della nuova edizione dell'album nota come Animals 2018 Remix con l'audio in 5.1 Surround che è stata pubblicata nel 2022.

## Composizione
Il brano, lungo circa 17 minuti, inizia con la chitarra acustica di David Gilmour che dopo un giro d'accordi iniziale inizia a cantare; l'ultimo verso della quarta strofa che dice "dragged down by the stone" segna la fine della prima parte cantata e l'inizio della parte centrale che è senza voce ma si sente il verso di alcuni cani. La parte centrale finisce col ritorno del giro d'accordi di chitarra iniziale a cui dopo si aggiunge la voce questa volta di Roger Waters.

## Significato
Il brano fa parte di un concept album basato sulle condizioni sociopolitiche della Gran Bretagna della metà degli anni settanta; le singole canzoni che compongono l'album sono accomunate fra loro dal fatto di esprimere il decadimento sociale e morale della società, paragonando la condizione umana a quella degli animali similmente a quanto fatto dallo scrittore George Orwell nel suo romanzo distopico La fattoria degli animali; il brano, come altri due presenti sull'album, Pigs e Sheep, descrive una delle classi nelle quali è divisa la società come una razza di animali. Questa parla dei cani, ossia tutti gli arrampicatori sociali, disposti a commettere ogni genere di crimine fino ad arrivare all' omicidio ("così quando ti voltano le spalle avrai la possibilità di affondare il coltello") pur di arrivare in cima alla gerarchia sociale. I testi sono stati scritti da Roger Waters con il quale mostra il suo disgusto verso tali persone sin dal primo verso della canzone:
La fine dei cani è già preannunciata dal loro stesso agire: moriranno di cancro da soli in qualche isola tropicale, saranno trovati morti al telefono o verranno trascinati in fondo al mare da una pietra.

## Formazione
- David Gilmour - voce (prima metà), chitarra acustica ed elettrica, sintetizzatore
- Roger Waters - basso elettrico, voce (seconda metà), vocoder
- Richard Wright - organo Hammond, ARP String Ensemble, minimoog, piano Wurlitzer
- Nick Mason - batteria, percussioni